# Jan Macků (zpěvák)
Jan Macků (* 8. září 1983 Chrudim) je zpěvák, textař a bývalý frontman kapely Dymytry, ve které vystupoval 20 let v masce a pod jménem „Protheus“. Je také učitelem na Fakultě lesnické a dřevařské České zemědělské univerzity. V anketě Český slavík Mattoni 2017 se mezi zpěváky umístil na 9. místě. Od roku 2019 působí také jako sólový zpěvák pod jménem Protheus.

## Hudební kariéra
Během školy chodil na hodiny klavíru, který však upřímně nesnášel. K rocku a metalu si našel cestu přes kapelu Sepultura, jejíž kazetu si poslechnul asi v sedmé třídě a láska k tvrdé muzice už ho nepustila. V sedmé třídě založil se spolužáky kapelu Vatoma, v osmé třídě pak punkovou kapelu Majsedum. V této době byl ještě bubeníkem.
V roce 2005 se zúčastnil konkurzů na zpěváka do kapel Dolores Clan a Dymytry. V obou byl úspěšný a vybral si první z kapel. V Dolores Clan se poprvé postavil za mikrofon (po Václavu Noidovi). Bez Noida ale kapela nefungovala a rozpadla se. Protože nabídka z Dymytry stále platila, přijal ji a od té doby byl frontmanem skupiny a kromě zpěvu píše také téměř veškeré texty k písním.
Na pódiu si výjimečně i zabubnuje na „kotel“. Je také autorem nápadu vystupovat na pódiu v maskách.
20. října 2019 zveřejnil svůj sólový debut – singl Poločas (jako Protheus).
V RockOpeře Praha účinkoval v muzikálu Antigona.
Napsal i některé texty pro kapelu Arakain (např. „Ve vlasech tvých“), Jana Toužimského nebo Lucii Bílou (společný duet „Zvon volá nás“).
Na krátkou dobu působil jako učitel zpěvu na Mezinárodní konzervatoři Praha.
Kromě zmíněných kapel působil v minulosti ještě v Kotling Syndrome.
Jeho velkým hudebním vzorem je kapela KoЯn a její frontman Jonathan Davis.
4. října 2023 skupina Dymytry oznámila, že Protheus odejde ze skupiny po výročním koncertě k 20 letům v O2 areně a vydal se na sólovou dráhu z osobních důvodů a hudebních rozdílů.

## Osobní život
Narodil se v Chrudimi, 8. září 1983 do muzikantské rodiny, většinu života ale prožil v Praze. Jeho matka, Galla Macků, je hvězdou české operetní scény a učitelka zpěvu, otec je dlouholetý bubeník Orchestru Karla Vlacha.
Po otcově vzoru se také věnoval bubnování. Navzdory otcovu přání rozvíjet se v bubenické dráze na Státní konzervatoři si Jan vybral gymnázium .
Po gymnáziu si jeho rodiče přáli, aby šel studovat práva, on se ale dal, po vzoru jeho dědečka, lesáka, na lesařinu, která mu přirostla k srdci. Souběžně s lesařinou se věnoval své největší lásce, bigbítu.
V letech 2010–2012 působil se svou tehdejší přítelkyní v dokumentární reality show České televize Malá farma.
Jeho velkou zálibou jsou motorky, je členem motorkářského klubu Kraken.
Na festivalu ve Výravě poznal svou pozdější manželku, se kterou má syny Jana a Vojtěcha.

## Dráha učitele
Během inženýrského a doktorského studia na Fakultě lesnické a dřevařské ČZU (obor Technika a mechanizace v lesním hospodářství)
se rozhodl na své alma mater pokračovat i jako pedagog na Katedře lesnických technologií a staveb. Zde učí části strojů nebo mechanizaci a věnuje se také výzkumu nových strojů, například těžebních.

## Protheus
Protože byl v dětství často sám nebo s cizími lidmi (kvůli pracovnímu vytížení rodičů), tak si vytvořil svůj vlastní svět a byl dost uzavřený. Lidé o něm už od školky říkali, že je jak starý dědek, ale že má nos na věci, co budou mít úspěch. Od dětství také miloval řeckou mytologii. Próteus je v řecké mytologii právě takový protivný stařec s věšteckými schopnostmi. Tuto přezdívku má už od základní školy.

## Svět podle Protha
„Svět podle Protha“ je blog, na němž vyjadřuje své názory jak na politiku, tak na každodenní problémy obyčejných lidí nebo i na „svoji“ lesařinu a nabádá čtenáře k zamyšlení se nad daným problémem.
Je to jeho další způsob, jak vyjádřit své názory mimo texty, které píše pro Dymytry. Tím se vyhýbá tomu, aby ze své kapely dělal, jak sám říká, „politickou agitku“. Název vznikl zkomolením názvu novely Svět podle Prota a stejnojmenného filmu. Proč název blogu nepřímo odkazuje na toto dílo zdůvodnil Protheus takto: „(kniha/film) Je o mimozemšťanovi, který si tak proplouvá v našem světě, hodně věcem tu nerozumí a diví se, jak jsou lidi podivní a k světu slepí. No a oni ho mají samozřejmě za blázna. V mnoha ohledech se cítím dost podobně.“

## VeryHero
„VeryHero“ je aplikace pro mobilní telefony (zatím pouze iOS), kterou Jan Macků vymyslel a zaplatil její vývoj. V konečné fázi mu s realizací pomohl kolega z kapely Artur Michajlov. Cílem aplikace je motivovat uživatele dělat dobré skutky a v aplikaci je sdílet s ostatními uživateli. Aplikace s tímto smyslem je reakcí autorů na dnešní zahlcení internetu negativními zprávami a vlivy ze všech možných stran. Má tedy být protikladem těchto jevů a její obsah důkazem, že se na světě děje i mnoho dobrých věcí (ať malých nebo velkých).

## Strom duší
„Strom duší“ je název zpěvákova stojanu na mikrofon, který používá od roku 2017 a který si nechal vyrobit na zakázku (na fotce v infoboxu). Stojan má svou podobou připomínat jednak zpěvákův předchozí osobitý stojan (s hlavičkami panenek), ale také má symbolizovat Protheovu lásku k lesu. Jedná se o jedinečný kus z leštěného hliníku a váží 20 kilogramů. Navrhla jej sochařka Zoe Wolves ze SPŠ kamenické a sochařské v Hořicích, která také vyrobila jeho první, hliněnou, podobu. Kovovou verzi vytvořil ze sádrového odlitku kovolitec Jan Kadera. Dřevěný podstavec pak vyrobil Josef Beník, který je povoláním fotograf a běžně fotí na koncertech Dymytry. Speciální kloub s držákem na mikrofon nakonec přidal Pavel Srb.

## Diskografie (pěvecká)
| Rok  | Interpret        | Formát      | Album                                           | Poznámka           |
| ---- | ---------------- | ----------- | ----------------------------------------------- | ------------------ |
| 2006 | Dymytry          | CD, DL      | Psy-core                                        |                    |
| 2009 | Dymytry a další  | CD          | AB 50 – A Tribute to Aleš Brichta               | Kyselina           |
| 2010 | Dymytry          | CD, DL      | Neser                                           |                    |
| 2012 | Dymytry          | CD, DL      | Neonarcis                                       |                    |
| 2014 | Dymytry          | CD, DL      | Homodlak                                        |                    |
| 2014 | Arakain, Dymytry | DVD         | Arakain Dymytry Tour 2014                       |                    |
| 2015 | Dymytry          | CD, DL      | Z pekla                                         |                    |
| 2015 | Dymytry          | DVD, CD, DL | Živě 2015                                       |                    |
| 2015 | Komunál          | CD          | Vlci v nás                                      | Až mě ráno povedou |
| 2016 | Dymytry          | CD, DL      | Agronaut                                        |                    |
| 2016 | Arakain, Dymytry | CD          | Arakain/Dymytry – Live 2016                     |                    |
| 2017 | Dymytry          | CD, DL      | Sedmero krkavců                                 |                    |
| 2017 | Dymytry          | CD, DL      | United We Stand                                 |                    |
| 2017 | Dymytry          | CD, DL      | Reser                                           |                    |
| 2017 | Dymytry a další  | CD          | Komunál Tribute (součást dvojalba 25 ran bičem) | Vlci v nás         |
| 2017 | Loco Loco        | DL          | Singly 2017                                     | Monstra            |
| 2018 | Dymytry          | CD, DL      | Beast from the East                             |                    |
| 2018 | Komunál          | DL          | Zapalte nás (singl)                             |                    |
| 2018 | Hämatom, Dymytry | DL          | Behind the Mask (singl)                         |                    |
| 2019 | Dymytry          | CD, DL      | Revolter                                        |                    |
| 2019 | Protheus         | DL          | Poločas (singl)                                 | sólový debut       |
| 2019 | Protheus         | DL          | Závislosti (singl)                              |                    |
| 2022 | Dymytry          | CD, DL, LP  | Pharmageddon (album)                            |                    |
| 2022 | Protheus         | CD, DL      | Závislosti (album)                              | sólové album       |
| 2023 | Protheus         | CD, DL      | Nepřestávej snít (album)                        |                    |